# Suchen Sie Dr. Suk!
Die 13-teilige Kriminalserie Suchen Sie Dr. Suk! spielt hauptsächlich auf einer tropischen Insel. Im Mittelpunkt stehen der Detektiv Lord Freddy Summertime und seine Mutter Lady Summertime. In der Serie geht es darum, den geheimnisvollen Gangster Dr. Suk zu finden. Die Serie lief im Vorabendprogramm des ZDF.

## Episodenliste
1. Eine Lady – ein Lord
2. Der Totenkopf im Suppentopf
3. Drei gegen eine
4. Die Braut im Sarg
5. Penndoggers Bier
6. Wahlversprechen
7. Staatsfeind Nr. 1
8. In Schweizer Währung
9. Wer schießt auf Lolly?
10. Der Hund heißt Charlymaus
11. Präsident und Bierbrauer
12. Die Entlarvung
13. Leb wohl mit Jonathan